# Methamidofos
Methamidofos is een organische verbinding met als brutoformule C2H8NO2PS. Ze bestaat uit zeer toxische kleurlozekristallen. De stof wordt in Spanje, de Verenigde Staten, Japan, Australië en in landen in Latijns-Amerika gebruikt als insecticide. Ook heel wat rijstproducerende landen, zoals China, Thailand, Maleisië en de Filipijnen, gebruiken deze stof.

## Toxicologie en veiligheid
De stof ontleedt bij verhitting en bij verbranding met vorming van giftige en irriterende dampen, waaronder stikstofoxiden, zwaveloxiden en fosforoxiden. Methamidofos tast zacht staal en koperbevattende legeringen aan. De stof is ook brandbaar onder bepaalde omstandigheden.